# Bolvormig veelvlak

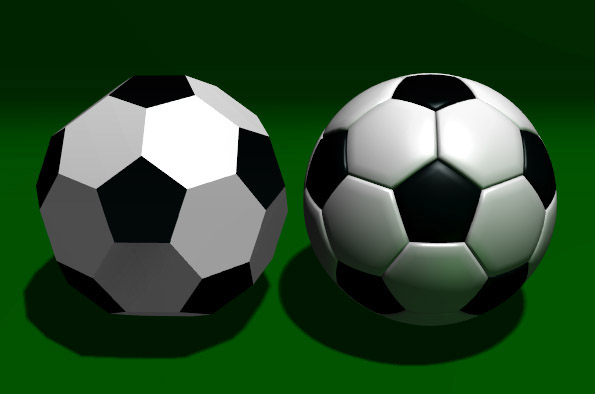
Een voetbal is de bolvorm van een afgeknotte icosaëder

In de meetkunde is een bolvormig of rond veelvlak een boloppervlak dat door delen van grootcirkels verdeeld is in gebogen veelhoeken. De zijden in het veelvlak kunnen vanwege de bolvorm van het veelvlak eventueel door een cirkel of een tweehoek worden begrensd. 
Bij een boldriehoeksmeting wordt het oppervlak in driehoeken verdeeld. De oppervakken van een voetbal en een volleybal zijn praktische voorbeelden van bolvormige veelvlakken. Een voetbal is de bolvorm van een afgeknotte icosaëder.
Als zich binnen een veelvlak een punt bevindt zo dat elke halfrechte vanuit dit punt het oppervlak van het veelvlak in niet meer dan één punt snijdt, kan een bolvormig veelvlak worden geconstrueerd door vanuit het punt de ribben te projecteren op een bol met dat punt als middelpunt. Daarbij gaat wel de informatie verloren over de afstand van het punt tot het snijpunt met het oppervlak van het veelvlak, maar wel behouden blijven eigenschappen als aantal hoekpunten, ribben en zijden, en valenties en hoekpuntconfiguraties van hoekpunten. Bij een zelfdoorsnijdend of samengesteld veelvlak moeten de hoekpunten worden aangegeven, omdat niet ieder snijpunt van grote cirkels dan een hoekpunt is.
Als de hoekpunten al op een bol liggen kan diezelfde bol worden genomen, waardoor de punten op hun plaats blijven. Omgekeerd is er bij een bolvormig veelvlak alleen een gewoon veelvlak als elk gekromd zijvlak minstens drie hoekpunten heeft en deze in een vlak liggen. 
Er is een 1-op-1 correspondentie tussen veelvlakken waarvan de hoekpunten op een bol liggen en de bolvormige veelvlakken waarvan elk gekromd zijvlak minstens drie hoekpunten heeft en deze in een vlak liggen. Dit laatste is onder meer het geval bij boldriehoeken en bij regelmatige bolveelhoeken die geen eenhoeken of tweehoeken zijn.
De regelmatige veelvlakken en de halfregelmatige veelvlakken zijn tegelijk convex en isogonaal, dus hebben elk ook hun ronde variant. De halfregelmatige veelvlakken zijn de archimedische lichamen, de prisma's en de antiprisma's.
Er zijn bolvormige veelvlakken met één zijvlak, een {\displaystyle n}-vlak, deze hebben {\displaystyle n-1} ribben op dezelfde grote cirkel, en {\displaystyle n} hoekpunten, vanaf {\displaystyle n=2}. Alleen voor {\displaystyle n=2} heeft dit een duale, in andere gevallen zouden grote cirkels elkaar snijden in een punt dat geen hoekpunt is. Deze duale is het enige bolvormige veelvlak met één hoekpunt, deze heeft één ribbe, dat is een volledige grote cirkel, en twee eenhoeken als zijvlakken. Het is regelmatig. 
Met een definitie van regelmatig bolvormig veelvlak die correspondeert met de definitie van regelmatig veelvlak zijn de bolvormige varianten van de regelmatige veelvlakken ook regelmatig. Daarnaast zijn er twee series regelmatige bolvormige veelvlakken zonder bijbehorende gewone regelmatige veelvlakken: die met 2 hoekpunten, {\displaystyle n} ribben en {\displaystyle n} zijoppervlakken, en die met {\displaystyle n} hoekpunten, {\displaystyle n} ribben en 2 zijoppervlakken, een tweevlak, vanaf {\displaystyle n=1}.

## Formule van Euler
Bij bolvormige veelvlakken die niet zelfdoorsnijdend of samengesteld zijn geldt net als bij gewone veelvlakken de formule van Euler, een verband tussen het aantal hoekpunten {\displaystyle h}, het aantal ribben {\displaystyle r} en het aantal zijvlakken {\displaystyle z}, dat wordt gegeven door 
{\displaystyle h-r+z=2}.
De formule geldt ook bij bolvormige veelvlakken met een- en/of tweehoeken als gekromde zijvlakken. Een ribbe moet echter minstens één hoekpunt hebben, dus niet een volledige grote cirkel zijn zonder hoekpunt. Een ribbe moet dus lopen tussen hoekpunten, waarbij deze wel hetzelfde hoekpunt mogen zijn.

## Classificatie
Ronde veelvlakken worden onder meer ingedeeld op basis van symmetrie en op basis van de soort(en) veelhoeken, bijvoorbeeld alleen driehoeken of alleen vijf- en zeshoeken.